# 8666 Ройтер
8666 Ройтер (8666 Reuter) — астероїд головного поясу, відкритий 9 квітня 1991 року.
Тіссеранів параметр щодо Юпітера — 3,589.